# جوزف ویپ
جوزف ویپ (انگلیسی: Joseph Whipp؛ زادهٔ ۱۲ ژوئیهٔ ۱۹۴۱) بازیگر اهل ایالات متحده آمریکا است.
از فیلم‌ها یا برنامه‌های تلویزیونی که وی در آن نقش داشته است می‌توان به جیغ، کابوس در خیابان الم، آمازون‌ها و اعجاز پول‌سازی اشاره کرد.